# Липа (Могилёвская область)
Липа (бел. Ліпа) — деревня в составе Новобыховского сельсовета Быховского района Могилёвской области Белоруссии. До 2013 года в составе Нижнетощицкого сельсовета.

## Население
- нач. XX века – 797 жителей
- 1982 год – 73 жителя
- 2009 год — 31 житель